# Otto Fenichel
Otto Fenichel (Viena; 2 de diciembre de 1897 - Los Ángeles; 22 de junio de 1946) fue un psicoanalista austríaco de la llamada "segunda generación".
Fenichel comenzó sus estudios de medicina en la ciudad de Viena en 1915. De joven fue atraído por el círculo de psicoanalistas de Sigmund Freud. Entre 1915 y 1919, asistió a las conferencias de Freud, y a principios de 1920, con 23 años, ingresó en la Asociación Psicoanalítica Vienesa.
Más adelante, en 1922, se desplazó a Berlín, formando parte de un grupo de psicoanalistas marxistas y socialistas (junto Siegfried Bernfeld, Erich Fromm y Wilhelm Reich entre otros). En 1934 emigra a Oslo, al año siguiente a Praga y en 1938 a Los Ángeles estableciendo contacto entre psicoanalistas Marxistas aislados.

## Escritos
- Otto Fenichel. Psychoanalysis as the Nucleus of a Future Dialectical-Materialistic Psychology (1934). En: American Imago, Vol. 24. (1967), pp. 290-311
- Otto Fenichel. The Psychoanalytic Theory of Neurosis. 3 vols, 1945
- Otto Fenichel. 119 Rundbriefe. Hg. Johannes Reichmayr und Elke Mühlleitner, 2 Bände, Frankfurt: Stroemfeld 1998

Sobre Fenichel:
- Russell Jacoby. The Repression of Psychoanalysis. Otto Fenichel & the Political Freudians, New York: Basic Books 1983